# Rozniszew
Rozniszew dawniej też Rożniszów, Rozniszów lub Rożniszew – wieś sołecka w Polsce położona w województwie mazowieckim, w powiecie kozienickim, w gminie Magnuszew. Znajduje się na Mazowszu na terenie historycznego Zapilicza.
Wieś jest siedzibą rzymskokatolickiej parafii pw. Narodzenia NMP. We wsi jest szkoła podstawowa i OSP.

## Historia
Niewielka parafia, wyłączona zapewne z mniszewskiej, a założona najwcześniej w XIV w. Dokument erekcyjny nie jest znany.
1359 – Kazimierz Wielki odstąpił Siemowitowi III 4 zapilickie parafie: m.in. Rozniszew – które należały do diecezji poznańskiej (później dekanat Warka).
W 1383 r. – na gruntach wsi Rozniszew należącej do norbertanek lokowano miasto Mniszew (wieś Mniszew istniała już w XII w.).
Przez Rozniszew przechodził Trakt Królewski (Gościniec Czerski) z Warszawy przez Górę Kalwarię, Konary, Przylot, Ostrołękę, Pilicę, – (przeprawa przez rzekę – początkowo bród, a od XVII w. most) po drugiej stronie Boguszków, Rozniszew, Grzybów, Wola Magnuszewska i dalej do Kozienic, Puław.
Wieś szlachecka położona była w drugiej połowie XVI wieku w powiecie wareckim ziemi czerskiej województwa mazowieckiego.
W latach 1576–1819 właścicielami wsi Rozniszew byli Giżyccy (herbu Gozdawa).
1603 – wizytacja biskupa poznańskiego Goślickego. W Rozniszewie był wtedy kościół drewniany pod wezwaniem św. Urszuli i Towarzyszek (Undecim Milia Virginum – Jedenastu Tysięcy św. Panien). Do parafii należały Zagroby tworząc razem niewielką parafię. W księgach biskupich bliższe wiadomości są dopiero od ok. 1531 r.
Plebania miała w uposażeniu (wraz z wikariuszem i nauczycielem) folwark i dwa gospodarstwa kmiece w Rozniszewie, lecz zajęte przez patrona Marcjana Giżyckiego, oraz dziesięciny folwarczne i kmiece z obu wsi parafii (tj. Rozniszew i Zagroby), częściowo również zajęte przez patrona. W Rozniszewie była szkoła, której rektorem był Florian z Grabkowa, a kantorem – Jan Chojecki.
1795 rok III rozbiór Polski – północna granica zaboru austriackiego oparta na prawobrzeżnej Pilicy i Wiśle. Zapilicze znalazło się w zaborze austriackim.
1863 – powstanie styczniowe – 14 V 1863 r. – bitwa pod Rozniszewem Oddziału Kononowicza. Zginęło 15 powstańców, którzy są pochowani na cmentarzu w Rozniszewie (pomnik). Rosjan w tej potyczce zginęło 70.
rok 1880 – gmina i parafia Rozniszew – wystawiono murowany kościół (1880–95) w stylu neogotyckim.
Do Dóbr Rozniszewkich należał m.in. folwark Anielin.
1917 – W pobliżu wsi mieszkańcy usypali kopiec poświęcony Kościuszce.
W okresie II wojny światowej działała placówka AK (Obwód Kozienice – V “Północ”)
W czasie walk na przyczółku warecko-magnuszewskim kościół został zburzony i odbudowany w latach 1947–1972.
Do 1954 roku istniała gmina Rozniszew. W następnych latach do 1955 Rozniszew był siedzibą Gromadzkiej Rady Narodowej. Po reformie administracyjnej w roku 1975 miejscowość stała się częścią gminy Magnuszew. Do 1998 należała do województwa radomskiego.

## Zabytki
- Zespół kościoła parafialnego, 1880-85, po 1945, nr rej.: A-897 z 29.01.2010
  - kościół pw. Narodzenia NMP
  - dzwonnica
  - cmentarz kościelny
  - ogrodzenie z bramami, mur./met[10]